# Ranunculus platyspermus
Ranunculus platyspermus là một loài thực vật có hoa trong họ Mao lương. Loài này được Fisch. ex DC. miêu tả khoa học đầu tiên năm 1824.